# Proisotoma obsoleta
Proisotoma obsoleta är en urinsektsart som först beskrevs av Macgillivray 1896.  Proisotoma obsoleta ingår i släktet Proisotoma och familjen Isotomidae. Inga underarter finns listade i Catalogue of Life.